# Kathedrale von Rosario

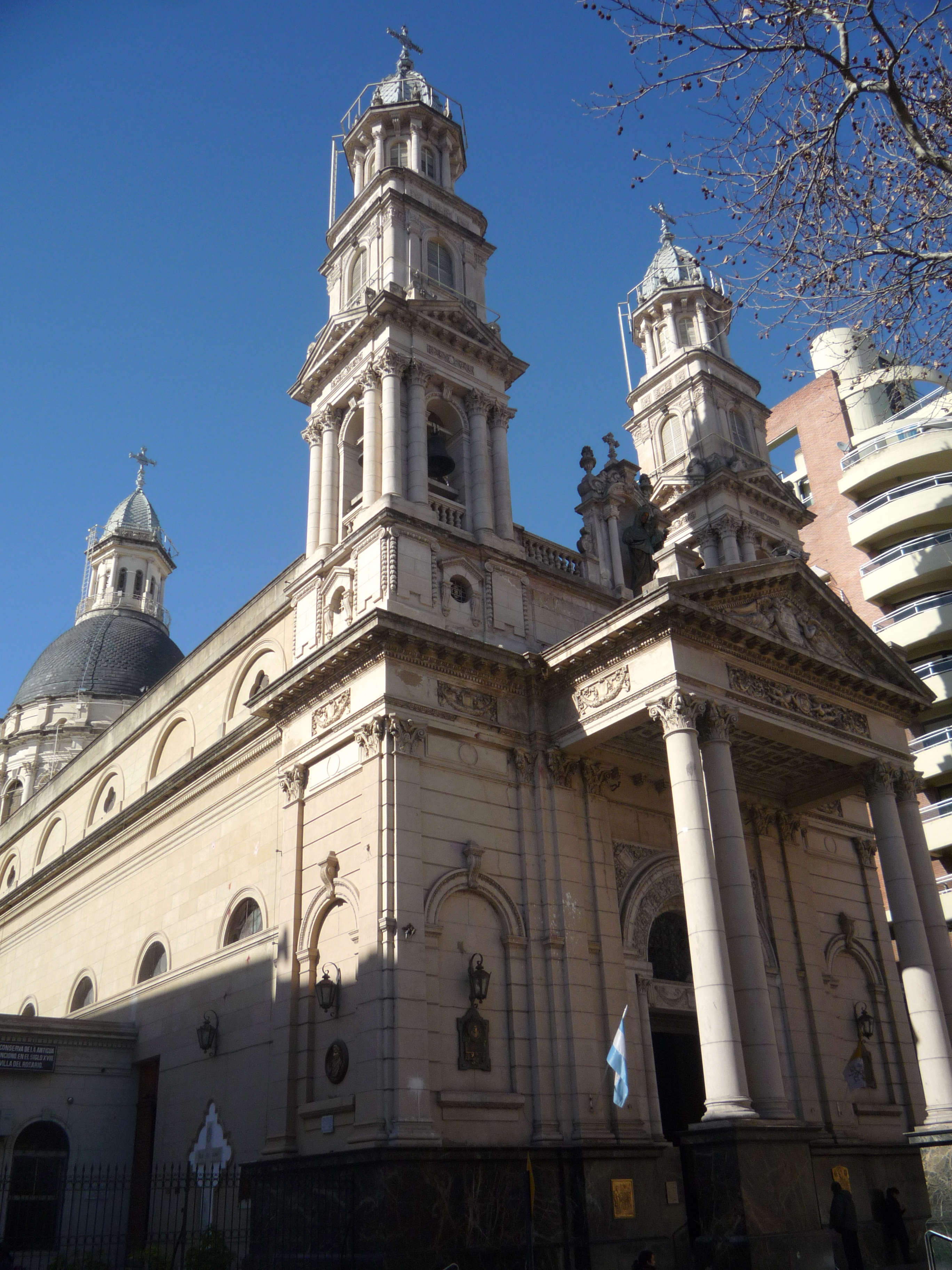
Außenansicht der Kathedrale

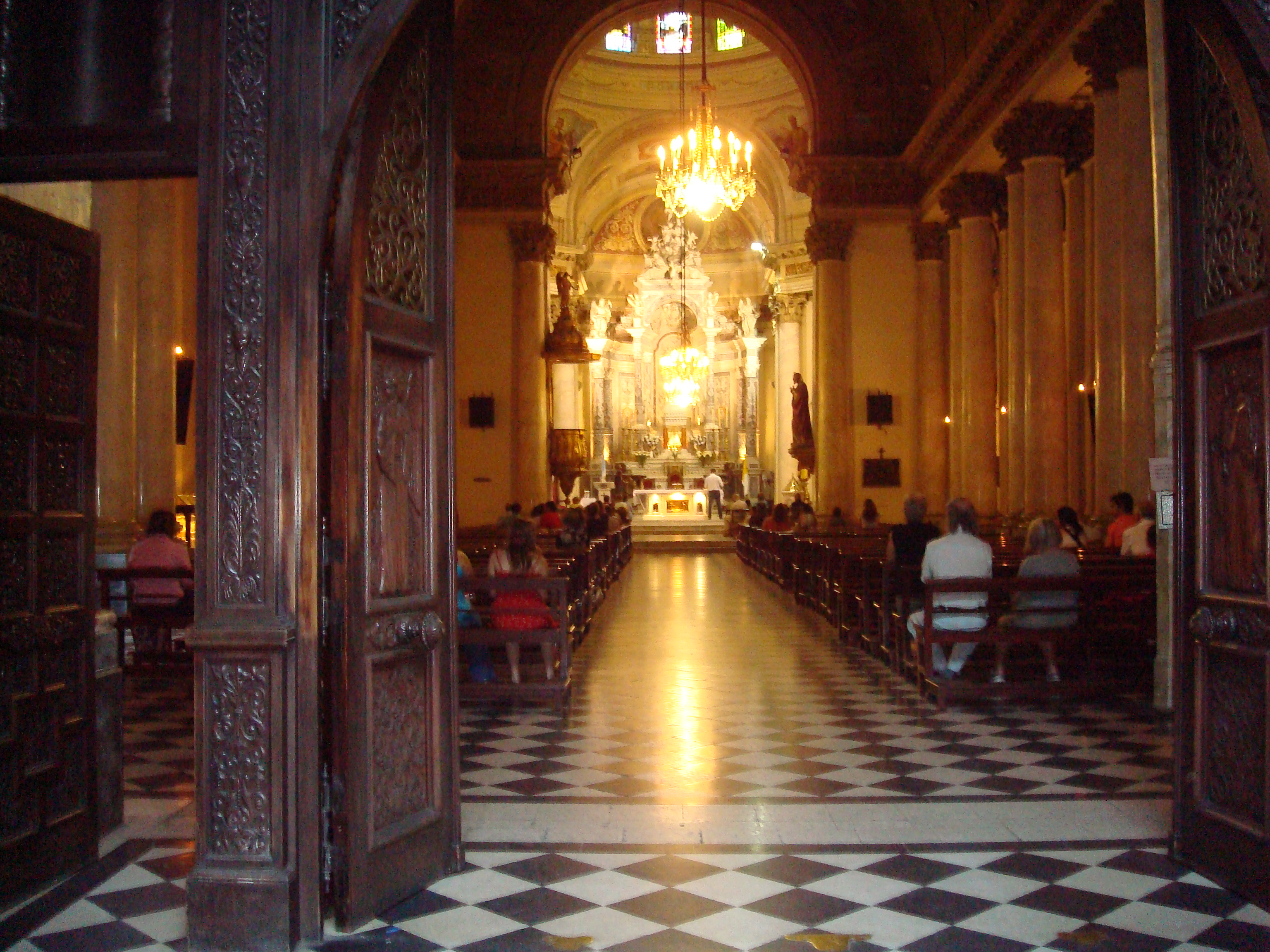
Innenansicht

Die Kathedrale von Rosario oder Kathedralenbasilika Unserer Lieben Frau vom Rosenkranz (spanisch Catedral Basílica de Nuestra Señora del Rosario) ist eine römisch-katholische Kirche in Rosario, der größten Stadt der argentinischen Provinz Santa Fe. Die Kathedrale des Erzbistums Rosario ist Unserer Lieben Frau vom Rosenkranz gewidmet und trägt den Titel einer Basilica minor.

## Geschichte
Die Kirche befindet sich im ältesten Teil der Stadt gegenüber der Plaza 25 de Mayo. Die erste Kirche wurde 1731 errichtet. Die Planung zur Errichtung der heutige Kathedrale wurde 1882 gestartet, die Baumaßnahmen unter dem Architekten Arnaldi begannen 1887 und konnten 1900 abgeschlossen werden. Die Krypta wurde im Mai 1925 fertiggestellt, ein neuer Portikus wurde 1927 durch die Architekten Gerbino und Schwartz vor das Langhaus gesetzt. Mit der Schaffung des Bistums Rosario wurde die Kirche 1934 in den Rang einer Kathedrale erhoben. Am 7. Oktober 1966 verlieh Papst Paul VI. der Kathedrale den Titel einer Basilica minor.

## Bauwerk
Die Kirche mit einer hohen Kuppel über dem Altarbereich wurde im Stil des Eklektizismus gestaltet. Vor der Doppelturmfassade erhebt sich ein Portikus mit einem dreieckigen Giebel. Das Tonnengewölbe wurde von Julio Ángel Galli mit biblischen Szenen ausgemalt, es wird durch zwei Säulenreihen mit acht Säulen getragen. An den Seiten sind kleinere Altäre und die Kreuzwegstationen angeordnet.
Der Hauptaltar wurde 1898 in Italien aus Carrara-Marmor im Stil der Neorenaissance gefertigt. Auf der linken Seite des Querschiffs steht das alte Baptisterium, das zur neuen Kapelle des Heiligen Sakraments wurde. Rechts vom Querschiff befindet sich ein neugotischer Altar, der vom Gouverneur der Provinz Santa Fe, José María Cullen, gestiftet wurde. Er wurde mit seiner Frau unter dem Altar beigesetzt. Die Krypta mit Platz für 150 Besucher ist durch eine Seitentreppe zugänglich. Sie beherbergt als Marienkapelle das Bild der Virgen del Rosario, das im Jahre 1773 aus Cádiz, Spanien, nach Rosario gebracht wurde.
Die Erzbischöfe Silvino Martínez, Guillermo Bolatti und Jorge Manuel López wurden in der Kathedrale beigesetzt.